# Ipoh
Ipoh es una ciudad de Malasia, capital del estado de Perak, situada en la zona septentrional de Malasia Peninsular. Tiene una población de cerca de 710 000 habitantes. Fue fundada alrededor de 1880. La mayoría de los habitantes de Ipoh hablan el idioma cantonés como lengua materna.

## Ciudades hermanadas
- Estados Unidos, San José.
- Estados Unidos, Dallas.
- Japón, Fukuoka.
- China, Nanning.
- China, Guangzhou.
- Indonesia, Yogyakarta.
- Indonesia, Bali.
- Indonesia, Bandar Lampung.